# Wax (tissu)
Pour les articles homonymes, voir Wax.

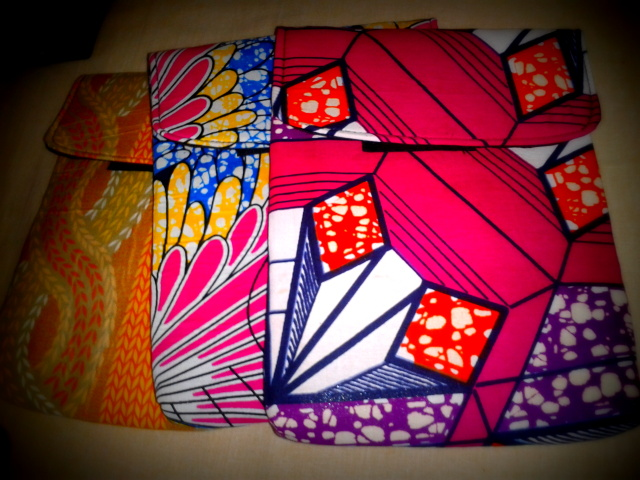
Pochette pour ordinateur en tissu wax à imprimés africains.

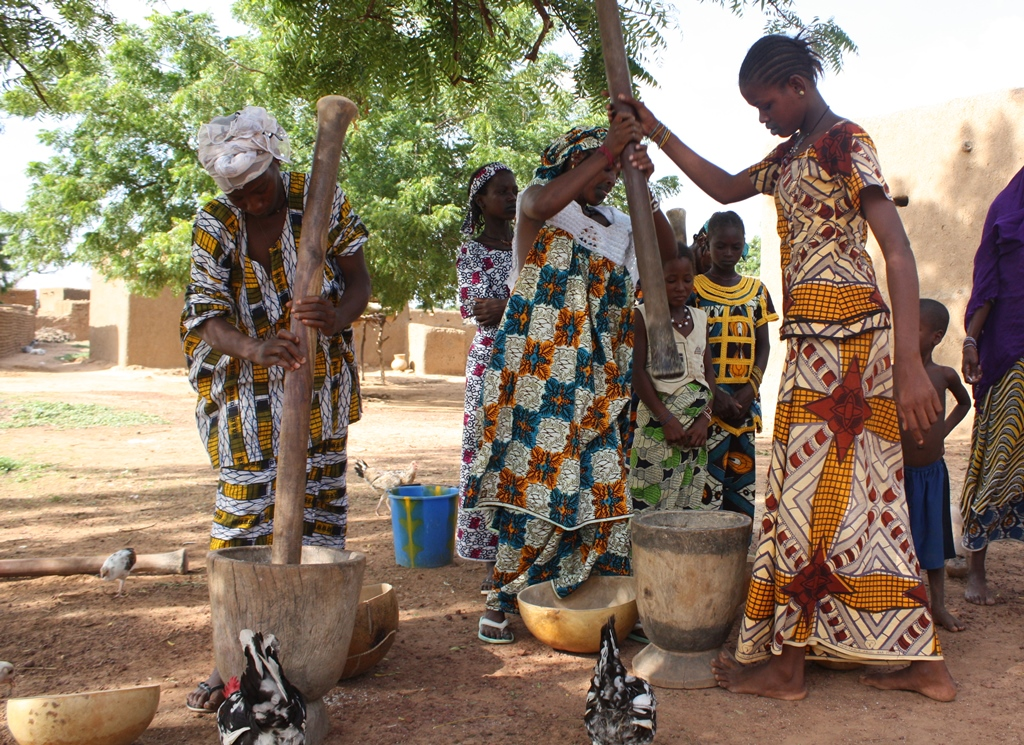
Femmes portant le wax, Afrique de l'Ouest.

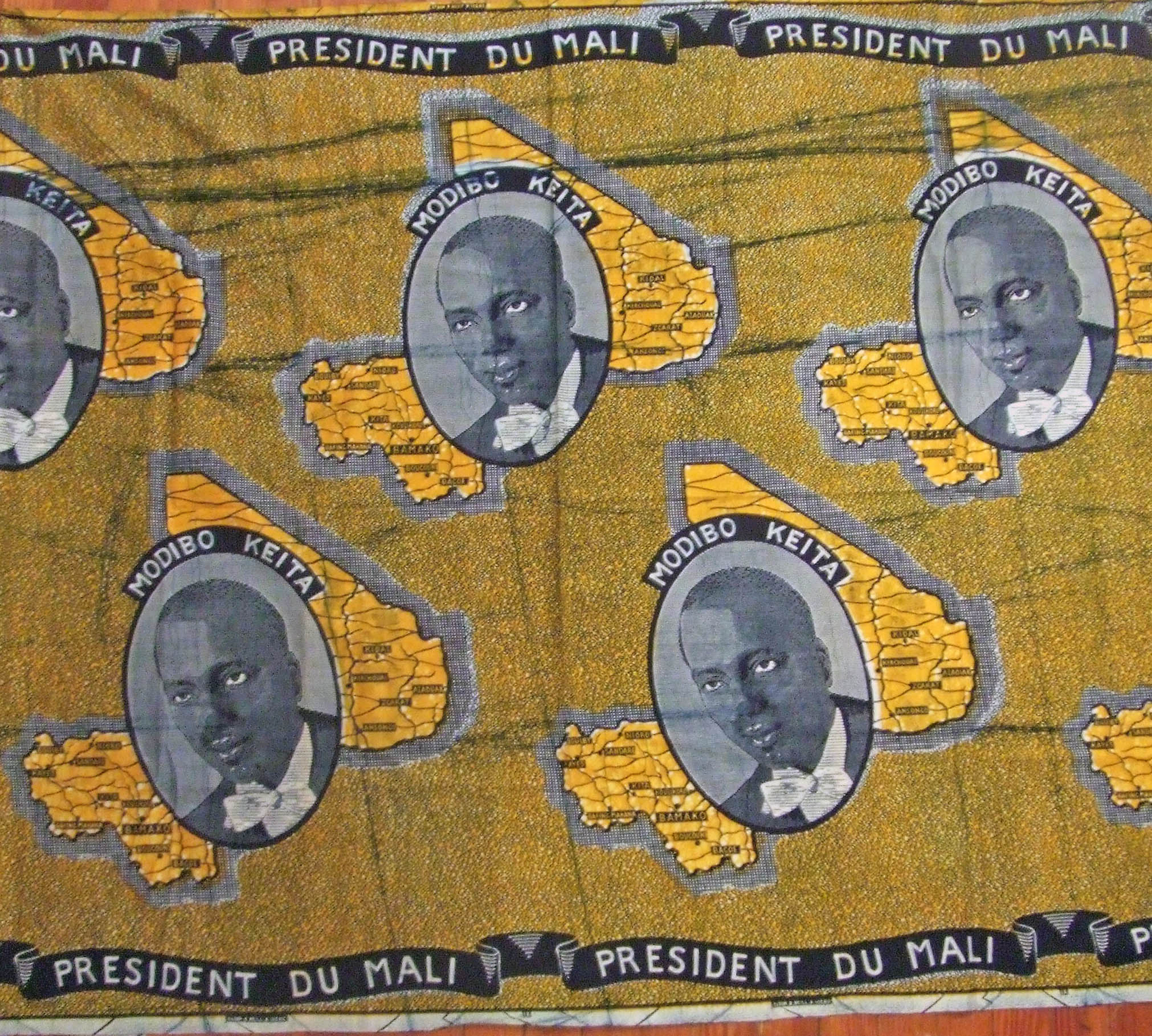
Portraits de Modibo Keïta sur un pagne wax malien des années 1960.

Le wax (« cire » en anglais), également appelé imprimé afrique, wax hollandais et parfois ankara, est un textile de coton aux couleurs vives et aux motifs complexes imprimé selon une technique à la cire. Le wax est mondialement reconnu comme typiquement « africain » car massivement utilisé en Afrique de l'Ouest pour se vêtir au quotidien par les populations.
Le tissu a reçu sur les deux faces un cirage lui conférant des propriétés hydrophobes, selon une technique inspirée du batik javanais.
Le wax est la plupart du temps vendu sous forme de pagnes qui vont permettre à l'acheteur de confectionner ou de faire confectionner différents habits sur mesure.
Selon son origine, le wax est dit « hollandais », « anglais », « africain » ou « chinois ».

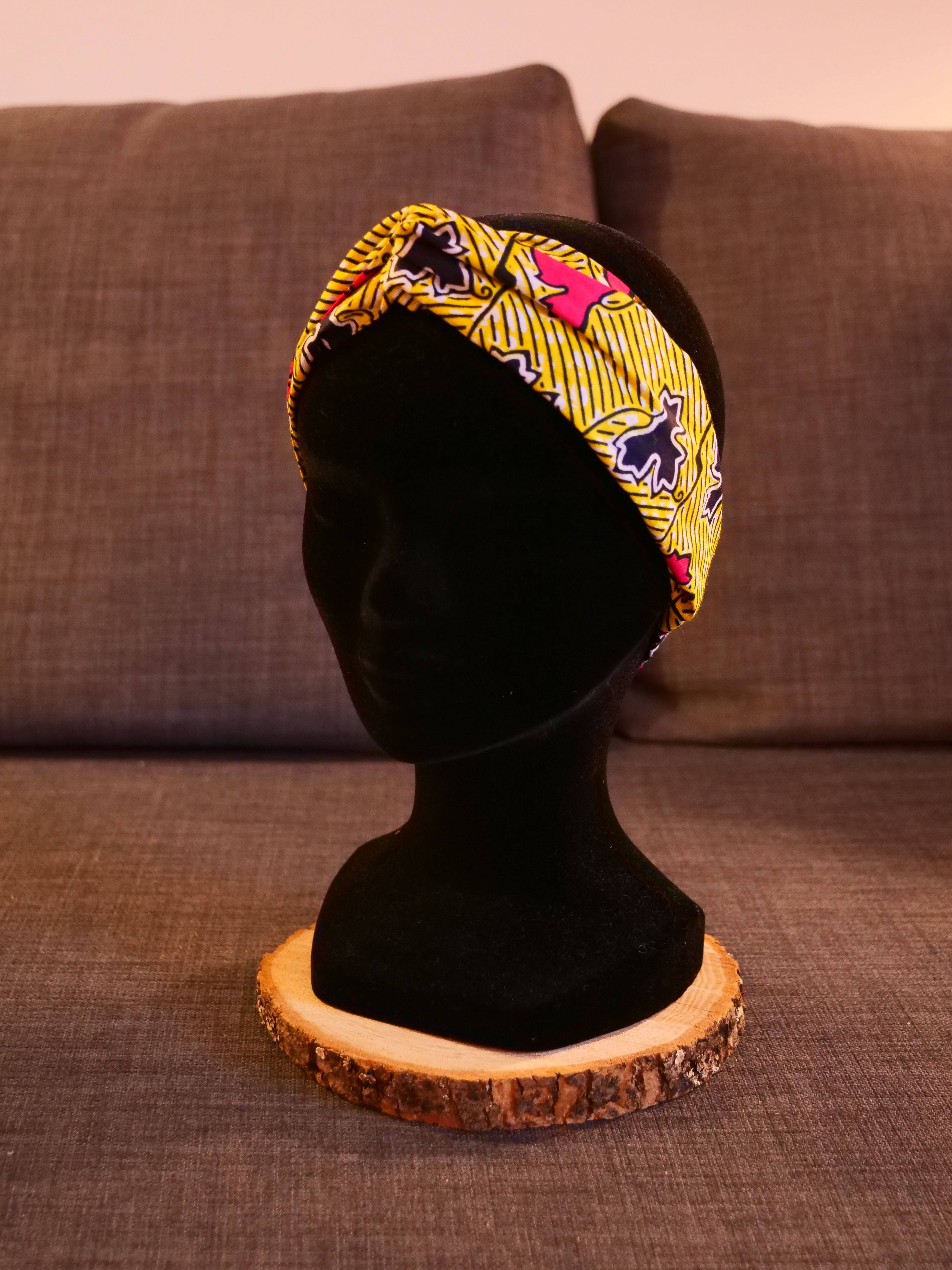
Bandeau en wax.

## Histoire
Au début du XIXe siècle, les révoltes et conflits qui secouent les Indes orientales néerlandaises, dont l'éprouvante guerre d'Aceh, combinée avec la crise du recrutement consécutive à l'indépendance de la Belgique poussent les Néerlandais à recruter des auxiliaires sur les côtes d’Afrique de l’Ouest où ils sont également installés. Ils recrutent, entre autres, des guerriers Ashantis en Côte-de-l'Or néerlandaise (actuel Ghana) pour les envoyer combattre à Sumatra et à Bornéo ; ces tirailleurs néerlandais reviennent au pays ou se font commerçants, emportant des batiks dans leurs malles. Ces tissus plaisent énormément aux Ashantis.
Des usines, s'inspirant de la technique du batik javanais, sont installées d'abord au Royaume-Uni ; elles utilisent de la cire, wax en anglais. Les Hollandais récupèrent l'idée et le nom, perfectionnent la technique, et lancent un commerce transcontinental,. L'idée était, pour les Britanniques comme pour les Hollandais, de vendre moins cher sur le marché indonésien un maximum de batiks mais les Indonésiens boudent les productions européennes, qu'ils estiment de mauvaise qualité car elles présentent des imperfections : craquelures, points et lignes qui donnent des irrégularités au tissu, et rebutent les amateurs de batik. Finalement, les industriels européens trouvent un débouché commercial en Côte-de-l'Or néerlandaise, dont les habitants apprécient au contraire ces irrégularités, estimant que cet aspect rend les tissus plus vivants.
Le commerce du wax est alimenté par les navires de charge néerlandais en route pour les Indes orientales néerlandaises. L'entreprise Van Vlissingen & Co. (aujourd'hui Vlisco) envoie à l'époque des représentants au port de relâche d'Elmina, où se vendent les tissus, pour mieux cerner les attentes des clientes. L'autre marché est celui opéré par les tirailleurs néerlandais.
Avec la disparition progressive du commerce des esclaves, l'empire ashanti décline à partir de la fin du XVIIIe siècle et les missionnaires prennent de plus en plus d'initiatives sur le continent africain. À leur suite, les commerçants néerlandais prennent contact avec les habitants et finissent par mieux cerner leurs préférences et leurs habitudes. Cela leur permet de rattraper leur retard sur les femmes qui détenaient jusque-là le monopole sur ce commerce. Quant aux missionnaires chrétiens, ils favorisent la diffusion du pagne africain en enjoignant aux nouveaux convertis de refuser la nudité.
Au fil du XXe siècle, le wax, qui est pourtant un produit de la colonisation et de la mondialisation, est devenu un emblème de l’identité africaine avec ses symboles et ses codes. À partir du Ghana, l’engouement pour ce nouveau tissus gagne de nombreux pays de l’Afrique occidentale (Togo, Bénin, Nigeria, Niger, Côte d’Ivoire, Burkina Faso, Mali, Sénégal…) et enfin l’Afrique centrale. À cette époque, le wax reste très onéreux et seule la bourgeoisie locale peut se l'offrir. Les irrégularités des dessins avec cet effet veiné dû à l’infiltration de la teinture dans la craquelure de la cire séduisent les Africains.
En 2015, le wax est célébré comme un summum de la mode à travers le monde, porté par des passionnés de la mode comme Lady Gaga ou Rihanna, utilisé par des créateurs de mode comme Burberry ou Agnès B.

## Production

### Technique d'impression
La production s'est d'abord faite à la main avant de s'industrialiser. L'opération la plus complexe est celle consistant à apposer la cire chaude et fluide sur le tissu de coton qui doit être totalement revêtu, des deux côtés, afin de protéger les couleurs et de garder l'éclat des teintures, avec la même qualité. Le tissu wax est donc imprimé sur les deux faces et il est d'ailleurs normalement difficile de distinguer l’endroit de l’envers du tissu.
La trouvaille technique revient au belge J.B.T. Prévinaire, qui perfectionne en 1852 une perrotine (en) — une machine d'apprêt textile inventée par le français Louis-Jérome Perrot en 1835 — pour lui permettre de réaliser l'application de la cire ; il nomme sa machine « la Javanaise ». La machine utilise le principe de l'estampe, qui presse des tampons en bois sur le tissu ; il s'agit du même procédé que celui utilisé lorsque le tissu était apprêté à la main.
De nos jours, la technique d'enduction a été perfectionnée. Le tissu passe entre deux rouleaux, et la cire a été remplacée par de la résine ou de la colle à tapisser.

### Types
La qualité du wax est déterminée :
- la qualité du coton et la finesse de son tissage
- la qualité d’impression
- la qualité des teintures.

Il existe différentes qualités : le wax et le super wax, mais aussi le coton mou, ciré ou gaufré, le suprem wax holland, le supreme fancy, le sosso wax, etc. Les plus prestigieux est le wax dit hollandais (ou néerlandais) provenant des Pays-Bas.
Pour les produits wax, chaque dessin est reproduit sur deux rouleaux de cuivre.
Le java et le fancy ne sont pas des wax car la cire n’entre pas dans leur processus de fabrication. Le fancy est ainsi directement imprimé sur l’endroit du tissu.

### Fabricants

#### Sociétés européennes
Parmi les fabricants de wax de renommée internationale, le plus célèbre est Vlisco, fondé en 1846. Réservant jusque dans les années 1930 ses créations aux élites africaines, le créateur a progressivement élargi sa clientèle.
Vlisco produit 76 millions de yards de wax aux Pays-Bas qui sont écoulés à 90 % en Afrique, ce qui représente 300 millions d’euros de chiffre d’affaires.
Le wax dit anglais, produit de luxe lui aussi, vient du Royaume-Uni, mais il n'est pas aussi prisé que son homologue néerlandais. Figure de proue de ce savoir-faire, ABC Wax, commercialise ses créations au Togo et au Ghana. On compte également, parmi les fabricants de wax anglais, Calico Printers Association (CPA) de Manchester.

#### Sociétés africaines
L'industrie du wax africain s'est d'abord concentrée au Ghana, point de départ historique de l'engouement pour ce textile. À l'occasion de l'indépendance, en 1960, le président Kwame Nkrumah instaure de forts droits de douane et monte les premières usines de wax en Afrique pour tenter de briser le monopole des sociétés européennes.
En Côte d'Ivoire, Uniwax a été créée en 1967 et produit dans son usine de Yopougon. L'entreprise est détenue à 80 % par Vlisco. L'usine produit également du « print », de qualité moindre.
Au Bénin, la Société Dahoméenne de Textile (SODATEX), rebaptisée Société Béninoise de Textile (SOBETEX), produit trois qualités : le wax également appelé chigan, de qualité comparable au wax hollandais ; le védomè, de qualité intermédiaire ; le chivi, qui déteint fortement.
Au Niger, l’entreprise nommée SONITEXTILE a été rebaptisée ENITEX depuis sa reprise par les nouveaux actionnaires en 1997.
Au Sénégal, les deux principales entreprises de wax sont la SOTIBA et la SIMPAFRIC.
Au Mali, il existe la BATEXCI.
Au Cameroun, il existe la CICAM.

#### Sociétés chinoises
On trouve enfin du wax en provenance de Chine, dont la qualité est parfois critiquée, tout comme la violation répétée des droits d'auteur sur les motifs créés par Vlisco. Hitarget est le leader du marché parmi les nouvelles marques chinoises, qui représentent plus de 90 % de la production des imprimés africains.

### Création des motifs

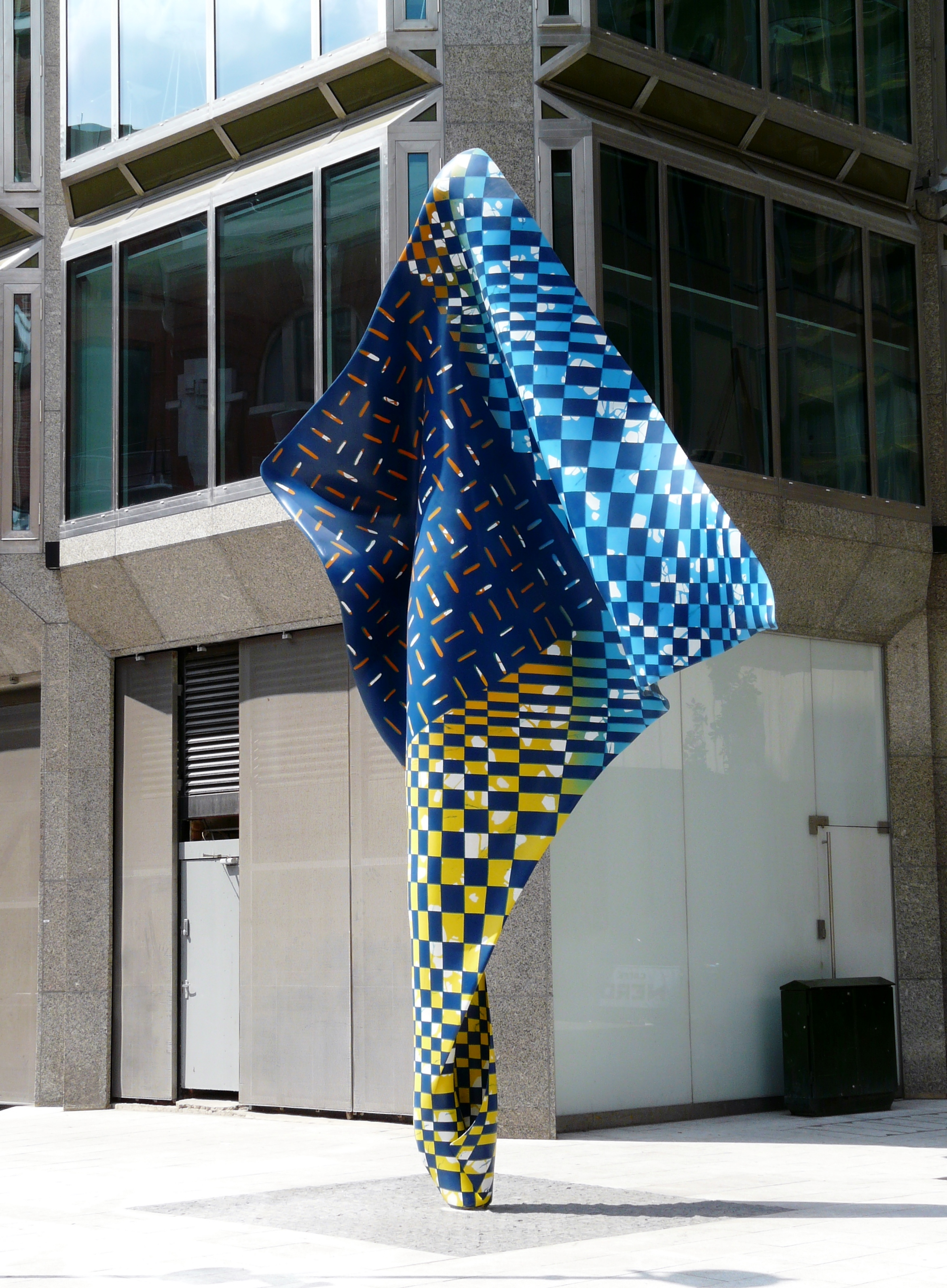
Sculpture de Yinka Shonibare à Londres, utilisant du wax.

La création de motifs pour wax est devenue une activité reconnue. De grands noms ont acquis une véritable notoriété, comme celui d'Alphadi. Vlisco dispose dans ses archives de 300 000 motifs dont certains sont produits sans discontinuer depuis leur création.
Depuis le milieu des années 2000, le wax s'invite dans les collections de prêt-à-porter en Europe et en Amérique, démocratisant son usage. On en trouve chez les grands couturiers[source secondaire nécessaire] comme chez les fabricants de prêt-à-porter, tels H&M, Burberry, Woolrich (en) ou Anthropologie (en). 
Le wax est également utilisé dans les œuvres de l'artiste britannico-nigérian Yinka Shonibare, qui joue de l'origine métissée de ce tissu ou dans les tresses "KY braids" de l'artiste ivoirienne Laetitia Ky. Le wax de Vlisco a également fait l'objet d'une rétrospective au Musée d'art moderne d'Arnhem (nl) en 2012.

## Vente

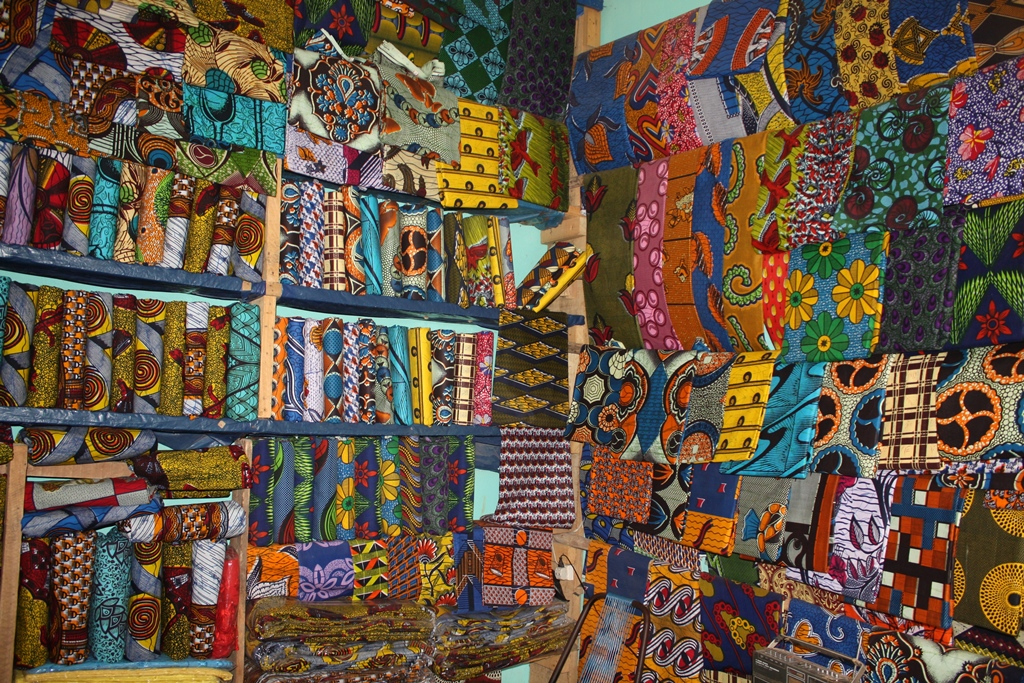
Wax vendus dans un magasin d'Afrique du Sud.

Le tissu est généralement vendu en coupon de 6 yards  (5,48 mètres de longueur) et scellé par 2 petites  étiquettes tandis qu'une grosse étiquette est apposée sur le coupon portant les informations essentielles : provenance, qualité et numéro d’identification (imprimé également sur la lisière du tissu). Un wax hollandais peut se vendre au détail à 50 voire 60 € les 6 yards.
Un coupon correspond à trois pagnes (deux yards). Cette longueur permet de coudre, pour une personne de taille moyenne, une robe mi-longue, ainsi que son pagne, ou une jupe en wax et de quoi obtenir un foulard.
Au Togo, son commerce a d'abord été le fait de quelques familles, qui s'enrichirent ainsi beaucoup. Les femmes les plus en vue de ce commerce furent alors surnommées les « Nana Benz », allusion aux voitures allemandes qu'elles aimaient s'offrir.

## Motifs et culture
Les motifs des wax sont très variés et certains d'entre eux se sont vus doté d'appellations spécifiques, formant un véritable lexique. Prenant acte de sa présence au quotidien, le pagne peut être vu comme un véritable média et, pour qui sait « lire » ses messages, servir de moyen d’information sur les « événements du jour ». Ils varient selon les pays, les années, les dessins, les teintes, leurs combinaisons, ou « variantes ». Les motifs, parfois humoristiques ou populaires (images de héros de série télévisée, formules chocs…), en sont dessinés par des artistes burkinabés, maliens, ivoiriens principalement. Parmi les motifs les plus appréciés, dont le nom est resté en usage, on peut citer, avec leurs significations, :
- « Tu sors, je sors » : deux oiseaux, un en cage et l’autre libre (mari, attention à toi, si tu es infidèle, je le serai aussi)[21].
- « Ton pied, mon pied » : deux pieds face à face ou côte à côte (symbolise l’union d’un couple, son affirmation).
- « Mari capable » (mon mari me comble).
- « Money can fly » : des hirondelles (l’argent s’envole).
- « L'œil de ma rivale » (dans un contexte familial épineux entre co-épouses, je sollicite la parole et une prise de position du mari)[22].
- « Genito » (je suis une dame bien établie et j'aime les hommes jeunes).
- « Les enfants valent mieux que de l’argent » : une poule entourée de poussin et d’œufs (rappelle la position importante qu’a la femme dans la famille).
- « Collier de Thérèse » ou « ongles de Thérèse » : en référence à Marie-Thérèse Houphouët-Boigny, épouse élégante et raffinée du premier président ivoirien[23],[24].
- « Sac de Michelle Obama » et « chaussures de Michelle Obama » : motifs Visco utilisés à l'occasion de la tournée de la Première dame américaine en 2013[23], et nommés ainsi en l'honneur de la première dame des États-Unis, considéree comme une icône de l'élégance en Afrique[25].
- « Jalousie » : deux oiseaux qui se font face.
- « Feuilles de gombo[N 2] » (je suis une femme sage, qui a beaucoup épargné ; j'ai à offrir)[22].
- « Z’yeux voient, bouche ne parle pas » (par le maintien de la discrétion, règle de savoir-vivre, j'invite à peser toutefois l'ampleur de vos actes)[22].
- « Fleur de mariage » : ce motif très connu, paré de fleurs d’hibiscus, est souvent utilisé pour des pagnes offerts aux jeunes mariés[21],[26]
- « Richesse du pays » : des cabosses de cacao et des billets (en référence à la prospérité de la Côte d'Ivoire longtemps fondée sur l'exploitation du cacao).

### Débat sur l'«africanité» du wax
Certains accusent le wax de ne pas être un véritable tissu africain car il est d'origine indonésienne (le batik) et qu'il a été produit pour la première fois industriellement par une société coloniale néerlandaise, et ce même si les dessins sont inspirés par l'Afrique.